# Tadas Kumeliauskas
Tadas Kumeliauskas (* 11. Dezember 1990 in Elektrėnai) ist ein litauischer Eishockeyspieler, der seit 2023 erneut  bei Energija Elektrėnai unter Vertrag steht und mit dem Klub in der lettischen Eishockeyliga spielt. Sein älterer Bruder Donatas ist wie Tadas litauischer Eishockeynationalspieler.

## Karriere
Tadas Kumeliauskas begann seine Karriere als Eishockeyspieler in seiner Heimatstadt Elektrėnai beim litauischen Rekordmeister SC Energija, für den er bereits 2004 sein Debüt in der damaligen lettischen Liga gab. Nach zwei litauischen Landesmeistertiteln mit Energija wechselte er 2006 für ein Jahr zum lettischen Ligarivalen HK Liepājas Metalurgs. Anschließend spielte er erneut zwei Jahre für Energija und gewann 2008 und 2009 zwei weitere Meistertitel. 2008/09 spielte er zudem für die Dover Seawolves in den Vereinigten Staaten. Nachdem er die Spielzeit 2009/10 beim HK WMF Sankt Petersburg verbracht hatte, spielte er drei Jahre beim HK Arystan Temirtau, mit dem er 2011 kasachischer Pokalsieger wurde. Ab 2013 spielte er für Turun Palloseura in der finnischen Liiga und zeigte dabei bis 2016 ansteigende Leistungen, so konnte er auch in europäischen Wettbewerben überzeugen. In seiner besten Karrieresaison – er war 2015/16 viertbester Scorer seines Teams mit 25 Scorerpunkten in 37 Spielen – zwangen ihn Leistenprobleme zur Beendigung der Spielzeit und Kumeliauskas verpasste dadurch auch die komplette Saison 2016/17. Nach mehreren Operationen an der Leiste und behutsamem Aufbautraining nahm er im Sommer 2017 am Training beim HC Dynamo Pardubice teil. Dieses Engagement mündete jedoch nicht in eine Verpflichtung des Litauers, erst im November 2017 erhielt er einen Probevertrag bei den Dresdner Eislöwen aus der DEL2. Wenige Tage später wurde sein Vertrag bis zum Ende der Saison 2017/18 verlängert. In den folgenden beiden Spielzeiten spielte er in rascher Abfolge für den kasachischen Verein HK Saryarka Karaganda, sowie die deutschen Mannschaften ECDC Memmingen, EV Landshut und Starbulls Rosenheim. 2020/21 stand er beim Oberligisten Deggendorfer SC auf dem Eis. 2021 kehrte er nach Litauen zurück und wurde 2022 mit den Vilnius Hockey Punks litauischer Meister. Er selbst wurde zum besten Stürmer der litauischen litauischen Liga gewählt. 2022/23 spielte er mit den Punks in der stärkeren lettischen Liga und wurde zu deren besten Stürmer gewählt. Anschließend kehrte er zum SC Energija zurück, mit dem er ebenfalls in der lettischen Liga spielt.

### International
Für Litauen nahm Kumeliauskas bereits im Juniorenbereich an den U18-Weltmeisterschaften der Division II 2005, 2006 und 2007, als er als Topscorer und mit den meisten Vorlagen zum Aufstieg der Litauer beitrug, und der Division I 2008 sowie den U20-Weltmeisterschaften der Division II 2007, als er bester Vorlagengeber des Turniers war, 2009, als er als Topscorer, bester Vorbereiter gemeinsam mit seinem Landsmann Povilas Verenis und Torschützenkönig auch zum wertvollsten Spieler des Turniers gewählt wurde, und 2010, als er als Topscorer, bester Vorlagengeber, zweitbester Torschütze (hinter dem Niederländer Nardo Nagtzaam) und Spieler mit der besten Plus/Minus-Bilanz auch als bester Stürmer des Turniers ausgezeichnet wurde, und der Division I 2008 teil. Gemeinsam mit Povilas Verenis ist er mit 49 Punkten der Topscorer der litauischen U20-Auswahl.
Sein Debüt in der litauischen Herren-Nationalmannschaft gab er bei der Weltmeisterschaft 2008 in der Division I. Dort spielte er auch bei den Weltmeisterschaften 2009, 2010, 2018, als der Aufstieg von der B- in die A-Gruppe gelang, 2019 und 2022.

## Erfolge und Auszeichnungen
- 2005 Litauischer Meister mit Energija Elektrėnai
- 2006 Litauischer Meister mit Energija Elektrėnai
- 2008 Litauischer Meister mit Energija Elektrėnai
- 2009 Litauischer Meister mit Energija Elektrėnai
- 2011 Kasachischer Pokalsieger mit dem HK Arystan Temirtau
- 2022 Litauischer Meister mit den Vilnius Hockey Punks
- 2022 Bester Stürmer der Litauischen Eishockeyliga
- 2023 Bester Stürmer der Lettischen Eishockeyliga

### International
- 2007 Aufstieg in die Division I bei der U18-Junioren-Weltmeisterschaft der Division II, Gruppe B
- 2007 Topscorer und meiste Vorlagen bei der U18-Junioren-Weltmeisterschaft der Division II, Gruppe B
- 2007 Aufstieg in die Division I bei der U20-Junioren-Weltmeisterschaft der Division II, Gruppe B
- 2007 Meiste Torvorlagen bei der U20-Junioren-Weltmeisterschaft der Division II, Gruppe B
- 2009 Wertvollster Spieler, Topscorer und Torschützenkönig der U20-Junioren-Weltmeisterschaft der Division II, Gruppe A
- 2010 Aufstieg in die Division I bei der U20-Junioren-Weltmeisterschaft der Division II, Gruppe B
- 2010 Bester Stürmer, Topscorer, meiste Vorlagen und beste Plus/Minus-Bilanz bei der U20-Junioren-Weltmeisterschaft der Division II, Gruppe B
- 2018 Aufstieg in die Division I, Gruppe A, bei der Weltmeisterschaft der Division I, Gruppe B

## Karrierestatistik

### International
(Legende zur Spielerstatistik: Sp oder GP = absolvierte Spiele; T oder G = erzielte Tore; V oder A = erzielte Assists; Pkt oder Pts = erzielte Scorerpunkte; SM oder PIM = erhaltene Strafminuten; +/− = Plus/Minus-Bilanz; PP = erzielte Überzahltore; SH = erzielte Unterzahltore; GW = erzielte Siegtore; 1 Play-downs/Relegation; Kursiv: Statistik nicht vollständig)